# 9920 Bagnulo
9920 Bagnulo è un asteroide della fascia principale. Scoperto nel 1981, presenta un'orbita caratterizzata da un semiasse maggiore pari a 2,7878608 UA e da un'eccentricità di 0,0404666, inclinata di 3,24909° rispetto all'eclittica.